# Cestrum macrophyllum
Cestrum macrophyllum är en potatisväxtart som beskrevs av Étienne Pierre Ventenat. Cestrum macrophyllum ingår i släktet Cestrum och familjen potatisväxter. Inga underarter finns listade i Catalogue of Life.